# Мелак, Эзекиель Дюма

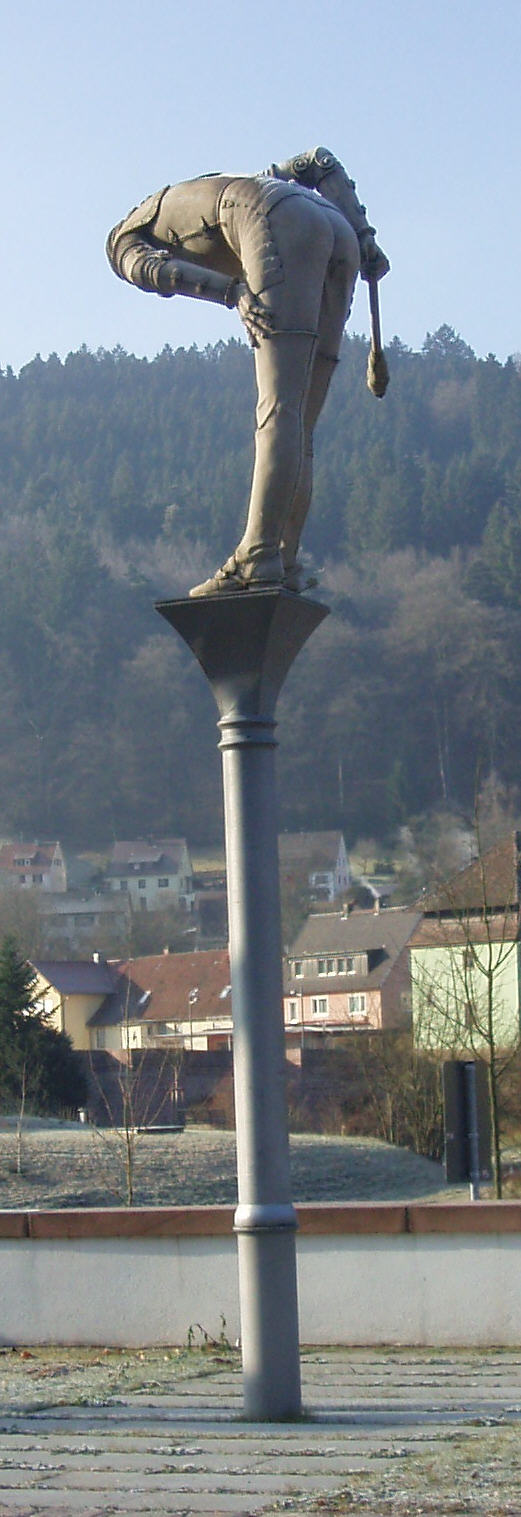
Памятник «поджигателю» Мелаку в вюртембергском городе Хирзау

Эзекие́ль дю Ма, граф де Мела́к (фр. Ezéchiel du Mas, comte de Mélac; 1630, Сен-Радегонд, Жиронда — 10 мая 1704, Париж) — французский полководец в годы правления короля Людовика XIV. Прославился буквальным выполнением приказа военного министра Лувуа сжечь Пфальц ("brûlez le Palatinat!"), что привело к уничтожению целых городов в Порейнье.

## Биография
Граф де Мелак ещё в юности начинает военную службу. 9 февраля 1664 года он служит кавалерийским лейтенантом в Португалии под командованием графа де Шомберга:385. 19 августа 1666 он получил в командование роту («Compagnie»), расформированную в мае 1668 г.:385
К началу Франко-голландской войны, в 1672 году Мелак служит во Фландрии. В 1675 году он становится командующим кавалерийским полком (Maitre de Camp de Cavalerie), согласно патенту 26 ноября 1681 г. становится бригадиром кавалерии:385, а позднее назначается губернатором Шлейдена (близ Аахена).
С 1686 года Мелак служит на савойско-французской границе:385. В апреле 1688 года он переводится в Рейнскую армию, под командование Жака-Анри де Дюрфора, герцога де Дюра. В том же году Мелак вступает в брак с дочерью командующего.
С началом войны за Пфальцское наследство, в сентябре 1688 года французская армия, без объявления войны вторгается на территории Курфюршества Пфальц и Герцогства Баден в Германии и занимает города Пфорцгейм (10 октября), Хайльбронн, столицу Курпфальца Гейдельберг, Мангейм (10 ноября), а также крепость Филипсбург. Расположив свою штаб-квартиру в Хайльбронне, генерал де Мелак опустошил города Марбах, Донаувёрт, Шорндорф, а также много деревень по реке Неккар, включая Ладенбург.
16 февраля 1689 года, по приказу французского военного министра Лувуа, генерал Мелак, совместно с генералом Рене де Фруле, графом де Тессе, взрывает Гейдельбергский дворец, а 2 марта того же года поджигают сам город (правда, большинство возгораний было быстро потушено жителями).
8 марта Мелак поджигает Мангейм, затем города Франкенталь, Вормс и Шпейер и разоряет множество деревень западнее Рейна. 31 мая был полностью разрушен Оппенхайм и замок Ландскроне, а на восточном берегу Рейна — города Баден-Баден, Бреттен, Книтлинген, Пфорцгейм, Маульбронн и ряд других населённых пунктов юго-западной Германии. В ряде подобных военных преступлений ответственным лицом был непосредственно генерал Мелак. Так, известно, что 10 августа он лично отдавал команды по поджогу города Пфорцгейм, а в Эслингене-на-Неккаре изнасиловал дочь некоего пастора.
10 марта 1690 г. за заслуги де Мелаку присваивается звание маршал лагеря (Marechal de Camp):386. Весной 1693 г. он назначается комендантом стратегически важной крепости Ландау в Пфальце, 30 марта 1693 г. он получает звание генерал-лейтенанта (lieutenant-général des armées du Roi):386. Будучи комендантом крепости он терроризирует жителей окрестных областей — вплоть до Вюртемберга и Рейнгессена. В мае его войска участвуют во втором разгроме и окончательном уничтожении Гейдельберга.
После окончания войны за Пфальцское наследство Ландау остаётся во власти французов и де Мелак — его комендантом. В 1702 году, с началом войны за Испанское наследство крепость Ландау была осаждена императорской габсбургской армией под командованием баденского маркграфа Людвига-Вильгельма. Мелак и его гарнизон продержались 4 месяца. Чтобы поощрить солдат, генерал приказал переплавить принадлежавшие ему лично золотые и серебряные изделия и отчеканить из металла монеты для выплаты им вознаграждения. Однако в сентябре французы всё же вынуждены были капитулировать на почётных условиях (им разрешено было даже вывезти часть своей артиллерии). Покинув после этого Рейнскую армию, генерал де Мелак прибывает к королевскому двору в Фонтенбло, где ему была предоставлена пенсия в 30 тысяч ливров.

## Историческая память
Армия де Мелака во время войны за Пфальцское наследство успешно, с крайней жестокостью осуществляло избранную военным руководством Франции политику выжженной земли — разрушение городских укреплений и уничтожение сельской инфраструктуры района боевых действий. В юго-западном регионе Германии, особенно в Пфальце и Бадене, генерала Мелака помнят и по сей день, и имя его является синонимом «убийцы-поджигателя». Вплоть до XX столетия собак здесь часто называли «Мелак». Сохранившееся до наших дней в Пфальце оскорбление «лакель» («Lackel») также коренится в имени французского генерала.
Образ и имя генерала де Мелак часто встречается в немецкой литературе XIX века — в частности, в романе Карла Мая «Любовь улана» (Die Liebe des Ulanen), в стихотворении Густава Шваба «Девочка из Эслингена» (Das Eßlinger Mädchen), в котором передаётся легенда, согласно которой пожертвовавшая собой девушка спасла родной город от уничтожения генералом де Мелаком и его солдатнёй.